# Oligodon hamptoni
Oligodon hamptoni este o specie de șerpi din genul Oligodon, familia Colubridae, descrisă de Boulenger 1900. Conform Catalogue of Life specia Oligodon hamptoni nu are subspecii cunoscute.